# Gallimard Jeunesse
 (février 2025).
Si vous disposez d'ouvrages ou d'articles de référence ou si vous connaissez des sites web de qualité traitant du thème abordé ici, merci de compléter l'article en donnant les références utiles à sa vérifiabilité et en les liant à la section « Notes et références ».
Gallimard Jeunesse est un éditeur français de littérature de jeunesse, filiale du groupe Gallimard. Son siège se trouve au 5 rue Gaston Gallimard, dans le 7e arrondissement de Paris. Son catalogue s’articule autour de 3 500 titres, 1 200 auteurs et environ 100 collections.

## Histoire
1972. Naissance du département jeunesse de Gallimard, sous l’impulsion de Pierre Marchand (1939-2002) et Jean-Olivier Héron. Lancement de la collection 1000 Soleils autour de grands classiques de la littérature (Les 4 premiers titres sont Le Lion de Joseph Kessel, L’enfant et la rivière de Henri Bosco, La guerre des boutons de Louis Pergaud, Le vieil homme et la mer de Ernest Hemingway).
1975. Premiers albums illustrés et début d’une longue collaboration avec de grands illustrateurs : Quentin Blake, Étienne Delessert, Jean Claverie, Roberto Innocenti, Georges Lemoine, Pef (Pierre Elie Ferrier dit Pef), Tony Ross…
1977. Création de Folio Junior, première collection de poche de Gallimard Jeunesse pour les 10-16 ans, peu après Jeunesse poche des Éditions de l'Amitié et Renard Poche de L'École des loisirs.
1980. Création de Folio Benjamin et des premiers livres de poche illustrés et en couleur pour les 5-7 ans. Beatrix Potter, la créatrice de Pierre Lapin, entre au catalogue et Pef (Pierre Elie Ferrier) invente une langue dans La belle lisse poire du prince de Motordu.
1983. Folio Cadet s’adresse aux lecteurs débutants (7-10 ans) avec des romans illustrés, des auteurs de renom et des textes inédits. Premiers pas dans le documentaire avec Découverte Cadet.
1984. Le premier titre des Livres dont vous êtes le Héros (Défis fantastiques, Loup solitaire, etc.) amorce un véritable phénomène : plus de 13 millions de volumes vendus.
1986. Découvertes Gallimard réinvente le documentaire : près de 10 millions d'exemplaires vendus.
1987. Page Blanche ouvre la voie en France de la littérature inédite pour adolescents.
1988. Après les Découverte Cadet, Découverte Benjamin et Découvertes Gallimard, parution de Les Yeux de la découverte : une collection de livres qui montrent ce que les autres livres racontent.
1989. Le concept éditorial de Mes premières découvertes, pour les plus petits, utilise des films transparents, recto-verso, pour montrer l’intérieur des choses. Un succès international.
1991. Filialisation de Gallimard Jeunesse.
1993. Les Racines du Savoir développe l’interactivité du livre encyclopédique pour les 8/10 ans. Calques, matières et papiers spéciaux, gaufrages, lunettes magiques, autocollants : des livres à lire, mais aussi à explorer, à toucher, à transformer…
1994. Giboulées, la section Petite Enfance créé avec Colline Faure-Poirée, accueille deux collections : Dr Catherine Dolto-Tolitch et Drôles de Petites Bêtes d'Antoon Krings. De nombreuses autres collections sont publiées sous cette marque : Les Rois et les Reines d'Alex Sanders, L'âne Trotro de Bénédicte Guettier, etc.
1995. Secrets approfondit le concept du documentaire interactif : un livre, plus un objet.
La collection Chefs-d'œuvre universels présente les plus grands titres de la littérature enrichis en illustrations et en iconographie.
1997. René Mettler réalise le premier album de la série documentaire La Nature au fil de…
Le dictionnaire visuel VU propose sur 640 pages la définition par l’image de plus de 30000 termes.
1998.
Christine Baker, directrice éditoriale de Gallimard Jeunesse, découvre par hasard le manuscrit de J. K. Rowling, un texte inconnu et pas encore publié. Séduite par la qualité de la matière, elle achète les droits de la publication de Harry Potter pour la collection Folio Junior. Début d’un phénomène éditorial sans précédent dans l’histoire de la littérature. En 2011, les sept tomes comptent déjà 26 millions d'exemplaires vendus en France.
Création du roman en Grand Format pour la jeunesse, avec le lancement de Les Royaumes du Nord, premier volume de la trilogie de Philip Pullman, À la croisée des mondes.
Avec le développement du département Musique, Gallimard jeunesse souhaite favoriser l’éveil musical et lance plusieurs collections de livres-CD audio.
2000. Giboulées : après la collection Mine de rien pour les petits, un nouvel ouvrage de Catherine Dolto, fondamental pour les adolescents, Dico ado.
2001. Sur les Traces de… inaugure une nouvelle forme de documentaire où le lecteur aborde une civilisation, une période historique et des modes de vie en partant sur les traces d’un héros légendaire.
2002. Prenant la relève de la collection Page Blanche, Scripto offre aux adolescents un accès à la littérature d’aujourd’hui.
2004. Les livres audio de Écoutez Lire invitent à découvrir ou à redécouvrir les textes de grands auteurs, lus et joués par des comédiens de renom.
2005. Lancement de Gallimard bande dessinée - 50 titres publiés, dont Le Petit Prince de Joann Sfar, Aya de Yopougon de Clément Oubrerie et Marguerite Abouet…
2006. Gallimard Jeunesse / Giboulées initie les enfants à la philosophie avec une collection de textes originaux : Chouette penser !  Parution d'un des premiers ouvrage d'initiation au solfège accessible au plus grand nombre intégrant une histoire de la musique et une vue d'ensemble des instruments de musique : Tout sur la musique de Michaël Rosenfeld
2009. Création de Tothème avec ses kits de savoir pour les collégiens et Mes petits imagiers sonores, les livres à puces pour les tout petits.
2010. Deux nouvelles collections de poche voient le jour. Pôle fiction, pour les ados, et L'Heure des histoires, des albums en poche pour les 3-7 ans.
2011. Premières applications numériques, ludiques et pédagogiques.
2012. Parution de la Bibliothèque Gallimard Jeunesse : les classiques modernes de la littérature de jeunesse.

## Auteurs
Parmi les auteurs du catalogue, on peut citer (liste non exhaustive) :
- Marguerite Abouet (Aya de Yopougon, Akissi)
- David Almond (Imprégnation, Glaise)
- Katherine Alice Applegate (Animorphs)
- Jean-Philippe Arrou-Vignod (P. P. Cul-Vert, Enquête au collège, Rita et machin)
- Pénélope Bagieu (Cadavre exquis, Stars of the Stars)
- Pierre-Marie Beaude (Jeremy Cheval, Issa enfant des Sables)
- Marion Billet (La nature, Le Carnaval des animaux…)
- Jean-Michel Billioud (Les grands musées du monde, Rois et Reines de France)
- Quentin Blake (Le bateau vert, Les Cacatoès, Armeline Fourchedrue…)
- Frank Cottrell-Boyce (Millions, Un ticket pour la Lune…)
- Ann Brashares (Quatre Filles et un jean)
- Évelyne Brisou-Pellen (Garin Trousseboeuf , Les Messagers du temps)
- Melvin Burgess (Junk, Billy Elliot, Lady)
- Eoin Colfer (Artemis Fowl, Airman)
- Fabrice Colin (Les étranges sœurs Wilcox)
- Vincent Cuvellier (La première fois que je suis née, Le temps des Marguerite, Le grand secret…)
- Roald Dahl (Le bon gros géant, Matilda, Charlie et la chocolaterie, L’énorme crocodile, James et la grosse pêche)
- Yann Darko (Trilogie Chat Noir, La légende du jardin des Ombres)
- Étienne Delessert (Yok Yok, J'aime pas lire!)
- Catherine Dolto (Mine de rien, Le Dico des tout-petits)
- Timothée de Fombelle, (Tobie Lolness, Vango)
- René Goscinny (Le Petit Nicolas)
- Pierre Gripari (La sorcière de la rue Mouffetard et autres contes de la rue Broca)
- Bénédicte Guettier (L'Âne Trotro)
- Georg Hallensleben (Pénélope, Le voyage du chat à travers France)
- Lian Hearn (Le Clan des Otori)
- Roberto Innocenti (La Maison, L'Auberge de Nulle Part)
- Maureen Johnson (Treize petites enveloppes bleues, Suite Scarlett)
- Antoon Krings (Drôles de petites bêtes)
- J. M. G. Le Clézio (Voyage au payes des arbres, Lullaby)
- Erik L’Homme (A comme Association, Les Maîtres des brisants, Le Livre des étoiles)
- Sue Limb (15 ans, 16 ans, Ruby Rogers)
- Madonna (Les pommes de M. Peabody, Les roses anglaises)
- Michael Morpurgo (Cheval de guerre, Le Royaume de Kensuké, Enfant de la jungle)
- Jean-Claude Mourlevat (Le Combat d’hiver, La ballade de Cornebique)
- Clément Oubrerie (Aya de Yopougon, Akissi)
- Pef (La Belle lisse poire du prince de Motordu)
- Daniel Pennac (Les aventures de Kamo, Les dix droits du lecteur)
- Philip Pullman (À la croisée des mondes, Sally Lockhart)
- Louise Rennison (Le Journal intime de Georgia Nicolson)
- Michaël Rosenfeld (Tout sur la musique)
- Tony Ross (La Petite princesse, Une aventure de Mlle Charlotte, Les aventures de Lili Graffiti)
- J. K. Rowling (Harry Potter)
- Antoine de Saint-Exupéry (Le Petit Prince)
- Joann Sfar (Klezmer, Monsieur Crocodile a beaucoup faim, Chagall en Russie)
- Sempé (Le Petit Nicolas)
- Olivier Tallec (Rita et Machin)
- Michel Tournier (Vendredi ou la Vie sauvage)
- Yann Walcker (L'Alphabet des grands musiciens, Wolfgang Amadeus Mozart, Igor petit vampire)
- Jacqueline Wilson (Les malheurs de Millie Plume, Mon amie pour la vie)

## Collections
Les principales collections de Gallimard Jeunesse sont :
- L'Âne Trotro
- Bayou
- Beatrix Potter
- Drôles de Petites Bêtes
- Écoutez lire
- Fétiche
- Folio Benjamin
- Folio Cadet
- Folio Junior
- L’Heure des histoires
- Les imagiers musicaux
- Le journal d’un enfant
- Mes petits imagiers sonores
- Mes premières découvertes
- Mes premières découvertes de la musique
- Mes grandes Découvertes
- Mine de rien – Giboulées / Dr Catherine Dolto
- Mon Histoire
- Pôle fiction
- Roman ado
- Romans junior
- Scripto
- Sur les traces de…
- Tothème
- Un Livre dont vous êtes le Héros
- Les Yeux de la découverte

## Concours du premier roman jeunesse
En 2012, « à l'occasion des 40 ans de la maison », en partenariat avec RTL et Télérama, est créé le Concours du premier roman jeunesse Gallimard. Il s'adresse à « ceux qui écrivent pour la jeunesse et qui n’ont jamais été édités ». Il n'est pas annuel. 
« Trois manuscrits sont sélectionnés par le comité de lecture de la maison d’édition, puis le jury constitué de critiques, d’éditeurs, de libraires et d’auteurs désignera le gagnant ou la gagnante ».
Lors de la première édition,  1 362 manuscrits ont été envoyés, lors de l'édition 2018, près de mille manuscrits, en 2023, près de mille cinq cents, et en 2025, 1 243.
Pour l'édition 2025, « Près de 60 % des manuscrits reçus sont de la littérature de l’imaginaire (science-fiction, fantasy...), et près de 75 % des auteurs sont des autrices. À noter aussi qu’il y a une vraie tendance avec la romance ». Les trois finalistes sont dévoilés en juillet 2025, et le lauréat sera proclamé lors du Salon du livre et de la presse jeunesse en novembre 2025.
Lauréats
- 2013 : La Passe-miroir, tome 1 : Les fiancés de l'hiver de Christelle Dabos
- 2015 : Les mystères de Larispem, tome 1 : Le sang jamais n’oublie de Lucie Pierrat-Pajot
- 2018 : Norman n'a pas de super-pouvoi de Kamel Benaouda
- 2021 : La clé des champs de Audrey Faulot
- 2023 : On ne dit pas Sayonara d'Antonio Carmona